# Tabernaemontana hystrix
Tabernaemontana hystrix är en oleanderväxtart som beskrevs av Ernst Gottlieb von Steudel. Tabernaemontana hystrix ingår i släktet Tabernaemontana och familjen oleanderväxter. Inga underarter finns listade i Catalogue of Life.